# Liste des monuments historiques protégés en 1968
Cet article recense les monuments historiques français classés ou inscrits en 1968.

## Protections
| Édifice                                                                              | Commune                      | Département             | Région                     | Protection | Base Mérimée                         | Coordonnées                        | Image |
| ------------------------------------------------------------------------------------ | ---------------------------- | ----------------------- | -------------------------- | ---------- | ------------------------------------ | ---------------------------------- | ----- |
| Église Saint-Pierre                                                                  | Gipcy                        | Allier                  | Auvergne-Rhône-Alpes       | classé     | « PA00093111 », notice no PA00093111 | 46° 30′ 10″ nord, 3° 03′ 21″ est   |       |
| Église Saint-Bonnet                                                                  | Saint-Bonnet-de-Four         | Allier                  | Auvergne-Rhône-Alpes       | inscrit    | « PA00093262 », notice no PA00093262 | 46° 18′ 45″ nord, 2° 54′ 37″ est   |       |
| Église Saint-Priest                                                                  | Saint-Priest-en-Murat        | Allier                  | Auvergne-Rhône-Alpes       | inscrit    | « PA00093289 », notice no PA00093289 | 46° 20′ 59″ nord, 2° 54′ 44″ est   |       |
| Église Saint-André                                                                   | Valignat                     | Allier                  | Auvergne-Rhône-Alpes       | inscrit    | « PA00093326 », notice no PA00093326 | 46° 10′ 34″ nord, 3° 04′ 25″ est   |       |
| Couvent des Cordeliers                                                               | Forcalquier                  | Alpes-de-Haute-Provence | Provence-Alpes-Côte d'Azur | inscrit    | « PA00080395 », notice no PA00080395 | 43° 57′ 33″ nord, 5° 47′ 00″ est   |       |
| Église Saint-Laurent-de-Magagnosc de Grasse                                          | Grasse                       | Alpes-Maritimes         | Provence-Alpes-Côte d'Azur | inscrit    | « PA00080730 », notice no PA00080730 | 43° 40′ 48″ nord, 6° 57′ 38″ est   |       |
| Église Saint-Sébastien-Saint-Martin                                                  | Pierrefeu                    | Alpes-Maritimes         | Provence-Alpes-Côte d'Azur | inscrit    | « PA00080817 », notice no PA00080817 | 43° 52′ 31″ nord, 7° 04′ 46″ est   |       |
| Citadelle Saint-Elme                                                                 | Villefranche-sur-Mer         | Alpes-Maritimes         | Provence-Alpes-Côte d'Azur | classé     | « PA00080920 », notice no PA00080920 | 43° 42′ 06″ nord, 7° 18′ 39″ est   |       |
| Chapelle Sainte-Marguerite                                                           | Fessenheim-le-Bas            | Bas-Rhin                | Grand Est                  | inscrit    | « PA00084711 », notice no PA00084711 | 48° 38′ 03″ nord, 7° 33′ 27″ est   |       |
| Chapelle Saint-Ludan                                                                 | Hipsheim                     | Bas-Rhin                | Grand Est                  | inscrit    | « PA00084746 », notice no PA00084746 | 48° 28′ 05″ nord, 7° 39′ 57″ est   |       |
| Château de la Jansonne                                                               | Arles                        | Bouches-du-Rhône        | Provence-Alpes-Côte d'Azur | classé     | « PA00081125 », notice no PA00081125 | 43° 39′ 16″ nord, 4° 42′ 01″ est   |       |
| Château de Colombières                                                               | Colombières                  | Calvados                | Normandie                  | classé     | « PA00111234 », notice no PA00111234 | 49° 18′ 11″ nord, 0° 58′ 32″ ouest |       |
| Hôtel Saint-Léonard                                                                  | Falaise                      | Calvados                | Normandie                  | inscrit    | « PA00111319 », notice no PA00111319 | 48° 53′ 51″ nord, 0° 11′ 50″ ouest |       |
| Manoir de Prébois                                                                    | Hermanville-sur-Mer          | Calvados                | Normandie                  | inscrit    | « PA00111382 », notice no PA00111382 | 49° 17′ 11″ nord, 0° 18′ 38″ ouest |       |
| Manoir des Pavements                                                                 | Lisieux                      | Calvados                | Normandie                  | inscrit    | « PA00111491 », notice no PA00111491 | 49° 08′ 10″ nord, 0° 14′ 38″ est   |       |
| Hôtel de ville                                                                       | Lisieux                      | Calvados                | Normandie                  | inscrit    | « PA00111475 », notice no PA00111475 | 49° 08′ 45″ nord, 0° 13′ 40″ est   |       |
| Église Saint-Jean                                                                    | Saint-Jean-de-Livet          | Calvados                | Normandie                  | inscrit    | « PA00111683 », notice no PA00111683 | 49° 05′ 19″ nord, 0° 13′ 44″ est   |       |
| Église Saint-Julien                                                                  | Paulhac                      | Cantal                  | Auvergne-Rhône-Alpes       | inscrit    | « PA00093571 », notice no PA00093571 | 45° 00′ 25″ nord, 2° 54′ 18″ est   |       |
| Église Saint-Laurent                                                                 | Reilhac                      | Cantal                  | Auvergne-Rhône-Alpes       | inscrit    | « PA00093566 », notice no PA00093566 | 44° 58′ 24″ nord, 2° 25′ 19″ est   |       |
| Église Saint-Martin                                                                  | Saint-Martin-sous-Vigouroux  | Cantal                  | Auvergne-Rhône-Alpes       | inscrit    | « PA00093648 », notice no PA00093648 | 44° 55′ 24″ nord, 2° 48′ 13″ est   |       |
| Église Saint-Saturnin                                                                | Saint-Saturnin               | Cantal                  | Auvergne-Rhône-Alpes       | inscrit    | « PA00093657 », notice no PA00093657 | 45° 15′ 21″ nord, 2° 47′ 41″ est   |       |
| Église Saint-Martin                                                                  | Sauvat                       | Cantal                  | Auvergne-Rhône-Alpes       | inscrit    | « PA00093688 », notice no PA00093688 | 45° 18′ 59″ nord, 2° 26′ 35″ est   |       |
| Église Saint-Julien                                                                  | Ussel                        | Cantal                  | Auvergne-Rhône-Alpes       | inscrit    | « PA00093707 », notice no PA00093707 | 45° 04′ 46″ nord, 2° 56′ 08″ est   |       |
| Église Saint-Laurent                                                                 | Le Vigean                    | Cantal                  | Auvergne-Rhône-Alpes       | inscrit    | « PA00093718 », notice no PA00093718 | 45° 13′ 36″ nord, 2° 21′ 12″ est   |       |
| Château de Montjourdain                                                              | Chassors                     | Charente                | Nouvelle-Aquitaine         | inscrit    | « PA00104288 », notice no PA00104288 | 45° 41′ 51″ nord, 0° 11′ 45″ ouest |       |
| Château d'Ainay-le-Vieil                                                             | Ainay-le-Vieil               | Cher                    | Centre-Val de Loire        | classé     | « PA00096626 », notice no PA00096626 | 46° 40′ 05″ nord, 2° 32′ 59″ est   |       |
| Immeuble                                                                             | Bourges                      | Cher                    | Centre-Val de Loire        | inscrit    | « PA00096691 », notice no PA00096691 | 47° 05′ 08″ nord, 2° 23′ 37″ est   |       |
| Maison Farnault                                                                      | Sancerre                     | Cher                    | Centre-Val de Loire        | inscrit    | « PA00096901 », notice no PA00096901 | 47° 19′ 51″ nord, 2° 50′ 18″ est   |       |
| Manoir de l'Eyrial                                                                   | Argentat                     | Corrèze                 | Nouvelle-Aquitaine         | inscrit    | « PA00099653 », notice no PA00099653 | 45° 05′ 34″ nord, 1° 56′ 14″ est   |       |
| Arsenal d'Auxonne                                                                    | Auxonne                      | Côte-d'Or               | Bourgogne-Franche-Comté    | inscrit    | « PA00112081 », notice no PA00112081 | 47° 11′ 42″ nord, 5° 23′ 14″ est   |       |
| Château de Lantilly                                                                  | Lantilly                     | Côte-d'Or               | Bourgogne-Franche-Comté    | inscrit    | « PA00112505 », notice no PA00112505 | 47° 32′ 36″ nord, 4° 22′ 54″ est   |       |
| Manoir de Savigny-lès-Beaune                                                         | Savigny-lès-Beaune           | Côte-d'Or               | Bourgogne-Franche-Comté    | classé     | « PA00112659 », notice no PA00112659 | 47° 03′ 40″ nord, 4° 49′ 19″ est   |       |
| Maison Bélime                                                                        | Vitteaux                     | Côte-d'Or               | Bourgogne-Franche-Comté    | classé     | « PA00112737 », notice no PA00112737 | 47° 23′ 51″ nord, 4° 32′ 32″ est   |       |
| Tumulus de Castellaouenan                                                            | Paule                        | Côtes-d'Armor           | Bretagne                   | inscrit    | « PA00089365 », notice no PA00089365 | 48° 12′ 59″ nord, 3° 28′ 28″ ouest |       |
| Chapelle Notre-Dame de Port-Blanc                                                    | Penvénan                     | Côtes-d'Armor           | Bretagne                   | classé     | « PA00089372 », notice no PA00089372 | 48° 50′ 06″ nord, 3° 18′ 51″ ouest |       |
| Dolmen de l'île Bono                                                                 | Perros-Guirec                | Côtes-d'Armor           | Bretagne                   | classé     | « PA00089382 », notice no PA00089382 | 48° 52′ 55″ nord, 3° 29′ 04″ ouest |       |
| Château de La Bruyère                                                                | Saint-Launeuc                | Côtes-d'Armor           | Bretagne                   | inscrit    | « PA00089640 », notice no PA00089640 | 48° 14′ 45″ nord, 2° 20′ 23″ ouest |       |
| Chapelle de Burthulet                                                                | Saint-Servais                | Côtes-d'Armor           | Bretagne                   | classé     | « PA00089657 », notice no PA00089657 | 48° 24′ 12″ nord, 3° 21′ 11″ ouest |       |
| Menhir de Prat-Tuntauren                                                             | Trémargat                    | Côtes-d'Armor           | Bretagne                   | classé     | « PA00089728 », notice no PA00089728 | 48° 20′ 33″ nord, 3° 15′ 36″ ouest |       |
| Menhir de Prat-Rous-Cerch                                                            | Trémargat                    | Côtes-d'Armor           | Bretagne                   | classé     | « PA00089729 », notice no PA00089729 | 48° 20′ 32″ nord, 3° 15′ 36″ ouest |       |
| Église Saint-Martin de Mautes                                                        | Mautes                       | Creuse                  | Nouvelle-Aquitaine         | inscrit    | « PA00100109 », notice no PA00100109 | 45° 56′ 40″ nord, 2° 23′ 08″ est   |       |
| Château de Bridiers                                                                  | La Souterraine               | Creuse                  | Nouvelle-Aquitaine         | classé     | « PA00100211 », notice no PA00100211 | 46° 14′ 33″ nord, 1° 30′ 49″ est   |       |
| Château de Tayac                                                                     | Les Eyzies-de-Tayac-Sireuil  | Dordogne                | Nouvelle-Aquitaine         | classé     | « PA00082536 », notice no PA00082536 | 44° 56′ 11″ nord, 1° 00′ 48″ est   |       |
| Temple protestant                                                                    | Le Fleix                     | Dordogne                | Nouvelle-Aquitaine         | inscrit    | « PA00082559 », notice no PA00082559 | 44° 52′ 24″ nord, 0° 14′ 46″ est   |       |
| Polissoir                                                                            | Mauzens-et-Miremont          | Dordogne                | Nouvelle-Aquitaine         | classé     | « PA00082640 », notice no PA00082640 | 44° 59′ 35″ nord, 0° 56′ 00″ est   |       |
| Château de Frugie                                                                    | Saint-Pierre-de-Frugie       | Dordogne                | Nouvelle-Aquitaine         | inscrit    | « PA00082891 », notice no PA00082891 | 45° 34′ 24″ nord, 0° 59′ 44″ est   |       |
| Château d'Étrabonne                                                                  | Étrabonne                    | Doubs                   | Bourgogne-Franche-Comté    | inscrit    | « PA00101642 », notice no PA00101642 | 47° 14′ 03″ nord, 5° 44′ 35″ est   |       |
| Chapelle Saint-Georges d'Ornans                                                      | Ornans                       | Doubs                   | Bourgogne-Franche-Comté    | inscrit    | « PA00101698 », notice no PA00101698 | 47° 06′ 45″ nord, 6° 08′ 34″ est   |       |
| Bastille des Portereaux                                                              | Étampes                      | Essonne                 | Île-de-France              | inscrit    | « PA00087905 », notice no PA00087905 | 48° 25′ 43″ nord, 2° 09′ 05″ est   |       |
| Pavillon Royal                                                                       | Marcoussis                   | Essonne                 | Île-de-France              | classé     | « PA00087947 », notice no PA00087947 | 48° 39′ 13″ nord, 2° 11′ 38″ est   |       |
| Église Saint-Laurent de Verneuil-sur-Avre                                            | Verneuil-sur-Avre            | Eure                    | Normandie                  | inscrit    | « PA00099602 », notice no PA00099602 | 48° 44′ 09″ nord, 0° 55′ 47″ est   |       |
| Alignements d'An Eured Veign                                                         | Brasparts                    | Finistère               | Bretagne                   | classé     | « PA00089842 », notice no PA00089842 | 48° 20′ 44″ nord, 3° 55′ 52″ ouest |       |
| Église Saint-Carantec de Carantec                                                    | Carantec                     | Finistère               | Bretagne                   | inscrit    | « PA00089857 », notice no PA00089857 | 48° 40′ 08″ nord, 3° 54′ 52″ ouest |       |
| Église Notre-Dame-de-Lorette                                                         | Concarneau                   | Finistère               | Bretagne                   | inscrit    | « PA00089892 », notice no PA00089892 | 47° 52′ 10″ nord, 3° 53′ 03″ ouest |       |
| Menhir de Coat ar Ster ou Chef du Bois                                               | La Forêt-Fouesnant           | Finistère               | Bretagne                   | inscrit    | « PA00089957 », notice no PA00089957 | 47° 54′ 35″ nord, 3° 57′ 46″ ouest |       |
| Stèle protohistorique                                                                | Fouesnant                    | Finistère               | Bretagne                   | classé     | « PA00089967 », notice no PA00089967 | 47° 52′ 17″ nord, 4° 02′ 09″ ouest |       |
| Hôtel de François du Parc                                                            | Morlaix                      | Finistère               | Bretagne                   | inscrit    | « PA00090130 », notice no PA00090130 | 48° 34′ 44″ nord, 3° 49′ 44″ ouest |       |
| Allée couverte de Kervoulédic                                                        | Motreff                      | Finistère               | Bretagne                   | inscrit    | « PA00090138 », notice no PA00090138 | 48° 14′ 56″ nord, 3° 32′ 25″ ouest |       |
| Manoir de Lesmadec                                                                   | Peumerit                     | Finistère               | Bretagne                   | inscrit    | « PA00090162 », notice no PA00090162 | 47° 56′ 46″ nord, 4° 18′ 19″ ouest |       |
| Dolmen                                                                               | Pleuven                      | Finistère               | Bretagne                   | classé     | « PA00090165 », notice no PA00090165 | 47° 55′ 53″ nord, 4° 02′ 57″ ouest |       |
| Vieux moulin de Kerno                                                                | Ploudaniel                   | Finistère               | Bretagne                   | inscrit    | « PA00090212 », notice no PA00090212 | 48° 33′ 11″ nord, 4° 19′ 27″ ouest |       |
| Chapelle Notre-Dame-de-Berven                                                        | Plouzévédé                   | Finistère               | Bretagne                   | classé     | « PA00090273 », notice no PA00090273 | 48° 36′ 19″ nord, 4° 06′ 49″ ouest |       |
| Église Saint-Amet de Nizon                                                           | Pont-Aven                    | Finistère               | Bretagne                   | inscrit    | « PA00090291 », notice no PA00090291 | 47° 51′ 50″ nord, 3° 46′ 04″ ouest |       |
| Menhir de Kerhuel                                                                    | Saint-Évarzec                | Finistère               | Bretagne                   | inscrit    | « PA00090409 », notice no PA00090409 | 47° 56′ 38″ nord, 4° 02′ 02″ ouest |       |
| Manoir de Penanvern                                                                  | Sainte-Sève                  | Finistère               | Bretagne                   | inscrit    | « PA00090440 », notice no PA00090440 | 48° 33′ 31″ nord, 3° 54′ 18″ ouest |       |
| Moulin de Kerlan                                                                     | Sibiril                      | Finistère               | Bretagne                   | classé     | « PA00090449 », notice no PA00090449 | 48° 40′ 20″ nord, 4° 03′ 29″ ouest |       |
| Dolmen de Kermadoué                                                                  | Trégunc                      | Finistère               | Bretagne                   | classé     | « PA00090468 », notice no PA00090468 | 47° 50′ 21″ nord, 3° 48′ 42″ ouest |       |
| Hôtel de Lisleroy                                                                    | Pont-Saint-Esprit            | Gard                    | Occitanie                  | classé     | « PA00103163 », notice no PA00103163 | 44° 15′ 21″ nord, 4° 39′ 04″ est   |       |
| Château du Pflixbourg                                                                | Wintzenheim                  | Haut-Rhin               | Grand Est                  | inscrit    | « PA00085739 », notice no PA00085739 | 48° 04′ 02″ nord, 7° 15′ 15″ est   |       |
| Église San Giovanni Battista                                                         | Corte                        | Haute-Corse             | Corse                      | classé     | « PA00099194 », notice no PA00099194 | 42° 17′ 39″ nord, 9° 10′ 02″ est   |       |
| Église Saint-Vozy de Vals-près-le-Puy                                                | Vals-près-le-Puy             | Haute-Loire             | Auvergne-Rhône-Alpes       | inscrit    | « PA00092910 », notice no PA00092910 | 45° 01′ 49″ nord, 3° 52′ 35″ est   |       |
| Dolmen des Pennes                                                                    | Les Vastres                  | Haute-Loire             | Auvergne-Rhône-Alpes       | classé     | « PA00092912 », notice no PA00092912 | 45° 01′ 15″ nord, 4° 16′ 00″ est   |       |
| Abbaye de Lure                                                                       | Lure                         | Haute-Saône             | Bourgogne-Franche-Comté    | inscrit    | « PA00102199 », notice no PA00102199 | 47° 41′ 13″ nord, 6° 29′ 28″ est   |       |
| Amphithéâtre de Limoges                                                              | Limoges                      | Haute-Vienne            | Nouvelle-Aquitaine         | classé     | « PA00100329 », notice no PA00100329 | 45° 49′ 49″ nord, 1° 15′ 05″ est   |       |
| Chapelle Saint-Benoît                                                                | Limoges                      | Haute-Vienne            | Nouvelle-Aquitaine         | classé     | « PA00100335 », notice no PA00100335 | 45° 49′ 54″ nord, 1° 15′ 35″ est   |       |
| Tumulus de Chourtigade                                                               | Arné                         | Hautes-Pyrénées         | Occitanie                  | inscrit    | « PA00095315 », notice no PA00095315 | 43° 10′ 03″ nord, 0° 28′ 45″ est   |       |
| Tumulus de La Glotte                                                                 | Arné                         | Hautes-Pyrénées         | Occitanie                  | inscrit    | « PA00095316 », notice no PA00095316 | 43° 10′ 08″ nord, 0° 28′ 58″ est   |       |
| Église Saint-Exupère                                                                 | Gahard                       | Ille-et-Vilaine         | Bretagne                   | inscrit    | « PA00090580 », notice no PA00090580 | 48° 17′ 48″ nord, 1° 31′ 03″ ouest |       |
| Manoir de la Boulaye                                                                 | Les Iffs                     | Ille-et-Vilaine         | Bretagne                   | inscrit    | « PA00090604 », notice no PA00090604 | 48° 17′ 45″ nord, 1° 51′ 47″ ouest |       |
| Église Saint-Melaine                                                                 | Pacé                         | Ille-et-Vilaine         | Bretagne                   | inscrit    | « PA00090649 », notice no PA00090649 | 48° 08′ 52″ nord, 1° 46′ 23″ ouest |       |
| Château de la Bélinaye                                                               | Saint-Christophe-de-Valains  | Ille-et-Vilaine         | Bretagne                   | inscrit    | « PA00090770 », notice no PA00090770 | 48° 20′ 19″ nord, 1° 26′ 24″ ouest |       |
| Maison à pignon                                                                      | Reuilly                      | Indre                   | Centre-Val de Loire        | inscrit    | « PA00097440 », notice no PA00097440 | 47° 05′ 06″ nord, 2° 02′ 42″ est   |       |
| Église Saint-Pierre-et-Saint-Paul de Beauché et chapelle Sainte-Catherine de Beauché | Vendœuvres                   | Indre                   | Centre-Val de Loire        | inscrit    | « PA00097480 », notice no PA00097480 | 46° 48′ 45″ nord, 1° 20′ 44″ est   |       |
| Château de Burlande                                                                  | Villiers                     | Indre                   | Centre-Val de Loire        | inscrit    | « PA00097487 », notice no PA00097487 | 46° 51′ 51″ nord, 1° 12′ 25″ est   |       |
| Église Saint-Denis                                                                   | Amboise                      | Indre-et-Loire          | Centre-Val de Loire        | classé     | « PA00097509 », notice no PA00097509 | 47° 24′ 35″ nord, 0° 58′ 43″ est   |       |
| Palais de justice de Limeray                                                         | Limeray                      | Indre-et-Loire          | Centre-Val de Loire        | inscrit    | « PA00097817 », notice no PA00097817 | 47° 27′ 34″ nord, 1° 02′ 24″ est   |       |
| Tour du fort Saint-Ours                                                              | Loches                       | Indre-et-Loire          | Centre-Val de Loire        | inscrit    | « PA00097832 », notice no PA00097832 | 47° 07′ 39″ nord, 0° 59′ 57″ est   |       |
| Château de la Sône                                                                   | La Sône                      | Isère                   | Auvergne-Rhône-Alpes       | inscrit    | « PA00117290 », notice no PA00117290 | 45° 06′ 43″ nord, 5° 16′ 43″ est   |       |
| Église Saint-Vincent-de-Xaintes de Belhade                                           | Belhade                      | Landes                  | Nouvelle-Aquitaine         | inscrit    | « PA00083927 », notice no PA00083927 | 44° 22′ 34″ nord, 0° 41′ 06″ ouest |       |
| Église Saint-Martin de Commensacq                                                    | Commensacq                   | Landes                  | Nouvelle-Aquitaine         | inscrit    | « PA00083936 », notice no PA00083936 | 44° 12′ 39″ nord, 0° 49′ 23″ ouest |       |
| Église Notre-Dame de Garein                                                          | Garein                       | Landes                  | Nouvelle-Aquitaine         | inscrit    | « PA00083946 », notice no PA00083946 | 44° 02′ 45″ nord, 0° 39′ 01″ ouest |       |
| Église Saint-Médard de Geloux                                                        | Geloux                       | Landes                  | Nouvelle-Aquitaine         | inscrit    | « PA00083950 », notice no PA00083950 | 43° 58′ 52″ nord, 0° 38′ 21″ ouest |       |
| Église Saint-Jean-Baptiste de Richet                                                 | Pissos                       | Landes                  | Nouvelle-Aquitaine         | inscrit    | « PA00084002 », notice no PA00084002 | 44° 20′ 23″ nord, 0° 45′ 07″ ouest |       |
| Château de Montgiron                                                                 | Veilleins                    | Loir-et-Cher            | Centre-Val de Loire        | inscrit    | « PA00098632 », notice no PA00098632 | 47° 26′ 12″ nord, 1° 41′ 22″ est   |       |
| Manoir de Ghaisne                                                                    | Vallons-de-l'Erdre           | Loire-Atlantique        | Pays de la Loire           | inscrit    | « PA00109117 », notice no PA00109117 | 47° 32′ 58″ nord, 1° 07′ 22″ ouest |       |
| Église Saint-Martin-le-Seul de Bondaroy                                              | Bondaroy                     | Loiret                  | Centre-Val de Loire        | inscrit    | « PA00098715 », notice no PA00098715 | 48° 10′ 33″ nord, 2° 16′ 13″ est   |       |
| Château de la Mothe                                                                  | Saint-Lyé-la-Forêt           | Loiret                  | Centre-Val de Loire        | inscrit    | « PA00099013 », notice no PA00099013 | 48° 02′ 44″ nord, 1° 58′ 39″ est   |       |
| Grotte des Escabasses                                                                | Thémines                     | Lot                     | Occitanie                  | classé     | « PA00095274 », notice no PA00095274 | 44° 43′ 06″ nord, 1° 47′ 54″ est   |       |
| Abbaye Saint-Aubin d'Angers, actuelle préfecture                                     | Angers                       | Maine-et-Loire          | Pays de la Loire           | classé     | « PA00108861 », notice no PA00108861 | 47° 28′ 05″ nord, 0° 33′ 12″ ouest |       |
| Maison                                                                               | Angers                       | Maine-et-Loire          | Pays de la Loire           | inscrit    | « PA00108913 », notice no PA00108913 | 47° 28′ 29″ nord, 0° 33′ 40″ ouest |       |
| Hôtel dit maison de Cunault                                                          | Angers                       | Maine-et-Loire          | Pays de la Loire           | inscrit    | « PA00108911 », notice no PA00108911 | 47° 28′ 17″ nord, 0° 33′ 28″ ouest |       |
| Manoir de Haute-Folie                                                                | Angers                       | Maine-et-Loire          | Pays de la Loire           | inscrit    | « PA00108910 », notice no PA00108910 | 47° 27′ 34″ nord, 0° 32′ 48″ ouest |       |
| Hôtel Desmazières                                                                    | Beaulieu-sur-Layon           | Maine-et-Loire          | Pays de la Loire           | inscrit    | « PA00108966 », notice no PA00108966 | 47° 18′ 40″ nord, 0° 35′ 24″ ouest |       |
| Église Saint-Martin de Beauvau                                                       | Jarzé Villages               | Maine-et-Loire          | Pays de la Loire           | inscrit    | « PA00108968 », notice no PA00108968 | 47° 34′ 46″ nord, 0° 15′ 20″ ouest |       |
| Château de Chacé                                                                     | Bellevigne-les-Châteaux      | Maine-et-Loire          | Pays de la Loire           | inscrit    | « PA00109004 », notice no PA00109004 | 47° 12′ 50″ nord, 0° 04′ 31″ ouest |       |
| Église Saint-Martin de Champteussé-sur-Baconne                                       | Chenillé-Champteussé         | Maine-et-Loire          | Pays de la Loire           | inscrit    | « PA00109013 », notice no PA00109013 | 47° 40′ 01″ nord, 0° 39′ 20″ ouest |       |
| Manoir de la Hamelinière                                                             | Orée d'Anjou                 | Maine-et-Loire          | Pays de la Loire           | inscrit    | « PA00109019 », notice no PA00109019 | 47° 18′ 55″ nord, 1° 14′ 34″ ouest |       |
| Château de Chartrené                                                                 | Baugé-en-Anjou               | Maine-et-Loire          | Pays de la Loire           | inscrit    | « PA00109030 », notice no PA00109030 | 47° 29′ 28″ nord, 0° 07′ 33″ ouest |       |
| Église Notre-Dame                                                                    | Le Coudray-Macouard          | Maine-et-Loire          | Pays de la Loire           | inscrit    | « PA00109067 », notice no PA00109067 | 47° 11′ 41″ nord, 0° 07′ 06″ ouest |       |
| Église Notre-Dame                                                                    | Denée                        | Maine-et-Loire          | Pays de la Loire           | inscrit    | « PA00109075 », notice no PA00109075 | 47° 22′ 46″ nord, 0° 36′ 32″ ouest |       |
| Presbytère                                                                           | Denée                        | Maine-et-Loire          | Pays de la Loire           | inscrit    | « PA00109076 », notice no PA00109076 | 47° 22′ 47″ nord, 0° 36′ 31″ ouest |       |
| Église Sainte-Marie de Lué-en-Baugeois                                               | Jarzé Villages               | Maine-et-Loire          | Pays de la Loire           | inscrit    | « PA00109164 », notice no PA00109164 | 47° 31′ 37″ nord, 0° 16′ 41″ ouest |       |
| Manoir de Boisset                                                                    | Noyant-Villages              | Maine-et-Loire          | Pays de la Loire           | classé     | « PA00109181 », notice no PA00109181 | 47° 13′ 55″ nord, 0° 12′ 35″ ouest |       |
| Manoir des Grignons                                                                  | Morannes sur Sarthe-Daumeray | Maine-et-Loire          | Pays de la Loire           | inscrit    | « PA00109220 », notice no PA00109220 | 47° 44′ 35″ nord, 0° 24′ 57″ ouest |       |
| Manoir du Grand-Loiron                                                               | Le Plessis-Grammoire         | Maine-et-Loire          | Pays de la Loire           | inscrit    | « PA00109230 », notice no PA00109230 | 47° 29′ 18″ nord, 0° 26′ 28″ ouest |       |
| Église Sainte-Croix                                                                  | Rou-Marson                   | Maine-et-Loire          | Pays de la Loire           | inscrit    | « PA00109249 », notice no PA00109249 | 47° 15′ 04″ nord, 0° 08′ 49″ ouest |       |
| Église Saint-Sulpice                                                                 | Rou-Marson                   | Maine-et-Loire          | Pays de la Loire           | inscrit    | « PA00109250 », notice no PA00109250 | 47° 14′ 03″ nord, 0° 09′ 23″ ouest |       |
| Prévôté                                                                              | Mauges-sur-Loire             | Maine-et-Loire          | Pays de la Loire           | classé     | « PA00109273 », notice no PA00109273 | 47° 21′ 04″ nord, 0° 56′ 57″ ouest |       |
| Château du Percher                                                                   | Segré-en-Anjou Bleu          | Maine-et-Loire          | Pays de la Loire           | classé     | « PA00109280 », notice no PA00109280 | 47° 42′ 42″ nord, 0° 42′ 16″ ouest |       |
| Manoir de la Fosse                                                                   | Brissac Loire Aubance        | Maine-et-Loire          | Pays de la Loire           | inscrit    | « PA00109294 », notice no PA00109294 | 47° 23′ 31″ nord, 0° 25′ 23″ ouest |       |
| Église Saint-Nicolas                                                                 | Saumur                       | Maine-et-Loire          | Pays de la Loire           | inscrit    | « PA00109315 », notice no PA00109315 | 47° 15′ 42″ nord, 0° 04′ 46″ ouest |       |
| Maison                                                                               | Saumur                       | Maine-et-Loire          | Pays de la Loire           | classé     | « PA00109338 », notice no PA00109338 | 47° 15′ 31″ nord, 0° 04′ 31″ ouest |       |
| Logis de la Coulée de Serrant                                                        | Savennières                  | Maine-et-Loire          | Pays de la Loire           | inscrit    | « PA00109347 », notice no PA00109347 | 47° 23′ 35″ nord, 0° 38′ 21″ ouest |       |
| Manoir de la Vignole                                                                 | Turquant                     | Maine-et-Loire          | Pays de la Loire           | inscrit    | « PA00109387 », notice no PA00109387 | 47° 13′ 17″ nord, 0° 02′ 14″ est   |       |
| Croix de carrefour de Villedieu-la-Blouère                                           | Beaupréau-en-Mauges          | Maine-et-Loire          | Pays de la Loire           | inscrit    | « PA00109409 », notice no PA00109409 | 47° 09′ 45″ nord, 1° 03′ 03″ ouest |       |
| Croix de cimetière de Villedieu-la-Blouère                                           | Beaupréau-en-Mauges          | Maine-et-Loire          | Pays de la Loire           | inscrit    | « PA00109410 », notice no PA00109410 | 47° 09′ 28″ nord, 1° 03′ 14″ ouest |       |
| Château de Franquetot                                                                | Coigny                       | Manche                  | Normandie                  | inscrit    | « PA00110370 », notice no PA00110370 | 49° 19′ 56″ nord, 1° 23′ 34″ ouest |       |
| Hôtel-Dieu (actuel hôpital) : chapelle Notre-Dame de la Victoire                     | Coutances                    | Manche                  | Normandie                  | classé     | « PA00110380 », notice no PA00110380 | 49° 02′ 28″ nord, 1° 26′ 42″ ouest |       |
| Château de Courcy : façades et toitures, jardins                                     | Fontenay-sur-Mer             | Manche                  | Normandie                  | inscrit    | « PA00110403 », notice no PA00110403 | 49° 29′ 36″ nord, 1° 18′ 38″ ouest |       |
| Château de Pirou                                                                     | Pirou                        | Manche                  | Normandie                  | inscrit    | « PA00110540 », notice no PA00110540 | 49° 09′ 41″ nord, 1° 34′ 25″ ouest |       |
| Église Notre-Dame                                                                    | Portbail                     | Manche                  | Normandie                  | classé     | « PA00110549 », notice no PA00110549 | 49° 20′ 06″ nord, 1° 42′ 00″ ouest |       |
| Abbaye Notre-Dame du Reclus                                                          | Talus-Saint-Prix             | Marne                   | Grand Est                  | inscrit    | « PA00078868 », notice no PA00078868 | 48° 50′ 15″ nord, 3° 43′ 38″ est   |       |
| Église Saint-Pierre-ès-Liens de Bazincourt-sur-Saulx                                 | Bazincourt-sur-Saulx         | Meuse                   | Grand Est                  | inscrit    | « PA00106494 », notice no PA00106494 | 48° 40′ 32″ nord, 5° 08′ 23″ est   |       |
| Église Saint-Remi de Mognéville                                                      | Mognéville                   | Meuse                   | Grand Est                  | classé     | « PA00106583 », notice no PA00106583 | 48° 46′ 58″ nord, 5° 00′ 20″ est   |       |
| Chapelle Sainte-Tréphine                                                             | Pontivy                      | Morbihan                | Bretagne                   | classé     | « PA00091567 », notice no PA00091567 | 48° 03′ 51″ nord, 2° 59′ 12″ ouest |       |
| Menhir de Pen-Guen                                                                   | Saint-Gildas-de-Rhuys        | Morbihan                | Bretagne                   | inscrit    | « PA00091678 », notice no PA00091678 |                                    |       |
| Château de Kérampoul                                                                 | Sarzeau                      | Morbihan                | Bretagne                   | inscrit    | « PA00091726 », notice no PA00091726 | 47° 30′ 19″ nord, 2° 40′ 59″ ouest |       |
| Dolmen de Gornevèse                                                                  | Séné                         | Morbihan                | Bretagne                   | classé     | « PA00091741 », notice no PA00091741 | 47° 36′ 29″ nord, 2° 44′ 43″ ouest |       |
| Manoir de Cohanno                                                                    | Surzur                       | Morbihan                | Bretagne                   | inscrit    | « PA00091750 », notice no PA00091750 | 47° 33′ 46″ nord, 2° 39′ 31″ ouest |       |
| Chapelle de la Miséricorde                                                           | Metz                         | Moselle                 | Grand Est                  | classé     | « PA00106818 », notice no PA00106818 | 49° 06′ 59″ nord, 6° 10′ 42″ est   |       |
| Église Notre-Dame                                                                    | Metz                         | Moselle                 | Grand Est                  | classé     | « PA00106829 », notice no PA00106829 | 49° 06′ 59″ nord, 6° 10′ 40″ est   |       |
| Château de Woippy                                                                    | Woippy                       | Moselle                 | Grand Est                  | inscrit    | « PA00107030 », notice no PA00107030 | 49° 09′ 07″ nord, 6° 08′ 44″ est   |       |
| Chapelle Saint-Thibault de Decize                                                    | Decize                       | Nièvre                  | Bourgogne-Franche-Comté    | inscrit    | « PA00112872 », notice no PA00112872 | 46° 50′ 08″ nord, 3° 28′ 01″ est   |       |
| Église Saint-Etienne de Bersée                                                       | Bersée                       | Nord                    | Hauts-de-France            | inscrit    | « PA00107377 », notice no PA00107377 | 50° 28′ 53″ nord, 3° 08′ 36″ est   |       |
| Maison                                                                               | Cassel                       | Nord                    | Hauts-de-France            | inscrit    | « PA00107425 », notice no PA00107425 | 50° 48′ 00″ nord, 2° 29′ 06″ est   |       |
| Collège des Jésuites                                                                 | Valenciennes                 | Nord                    | Hauts-de-France            | inscrit    | « PA00107848 », notice no PA00107848 | 50° 21′ 35″ nord, 3° 31′ 09″ est   |       |
| Mont-de-Piété                                                                        | Valenciennes                 | Nord                    | Hauts-de-France            | inscrit    | « PA00107843 », notice no PA00107843 | 50° 21′ 26″ nord, 3° 31′ 42″ est   |       |
| Vieux château                                                                        | Aubry-en-Exmes               | Orne                    | Normandie                  | classé     | « PA00110732 », notice no PA00110732 | 48° 48′ 27″ nord, 0° 04′ 48″ est   |       |
| Château de Gacé                                                                      | Gacé                         | Orne                    | Normandie                  | inscrit    | « PA00110811 », notice no PA00110811 | 48° 47′ 45″ nord, 0° 17′ 43″ est   |       |
| Tumulus des Hogues                                                                   | Habloville                   | Orne                    | Normandie                  | classé     | « PA00110819 », notice no PA00110819 | 48° 48′ 22″ nord, 0° 09′ 52″ ouest |       |
| Manoir de la Bouverie                                                                | Mardilly                     | Orne                    | Normandie                  | inscrit    | « PA00110847 », notice no PA00110847 | 48° 49′ 37″ nord, 0° 16′ 50″ est   |       |
| Manoir de Langenardière                                                              | Saint-Cyr-la-Rosière         | Orne                    | Normandie                  | inscrit    | « PA00110917 », notice no PA00110917 | 48° 19′ 05″ nord, 0° 38′ 42″ est   |       |
| Abbaye Saint-Martin de Sées                                                          | Sées                         | Orne                    | Normandie                  | classé     | « PA00110942 », notice no PA00110942 | 48° 36′ 10″ nord, 0° 10′ 33″ est   |       |
| Hôtel Aubert de Fontenay (actuel musée Picasso)                                      | 3e arrondissement de Paris   | Paris                   | Île-de-France              | classé     | « PA00086157 », notice no PA00086157 | 48° 51′ 35″ nord, 2° 21′ 44″ est   |       |
| Hôtel Thuriot de la Rosière                                                          | 4e arrondissement de Paris   | Paris                   | Île-de-France              | classé     | « PA00086317 », notice no PA00086317 | 48° 51′ 09″ nord, 2° 21′ 44″ est   |       |
| Immeuble                                                                             | 4e arrondissement de Paris   | Paris                   | Île-de-France              | inscrit    | « PA00086380 », notice no PA00086380 | 48° 51′ 39″ nord, 2° 21′ 02″ est   |       |
| Immeuble                                                                             | 5e arrondissement de Paris   | Paris                   | Île-de-France              | inscrit    | « PA00088468 », notice no PA00088468 | 48° 50′ 29″ nord, 2° 20′ 29″ est   |       |
| Immeuble                                                                             | 5e arrondissement de Paris   | Paris                   | Île-de-France              | inscrit    | « PA00088469 », notice no PA00088469 | 48° 50′ 28″ nord, 2° 20′ 29″ est   |       |
| Église Sainte-Agathe de Pérignat-sur-Allier                                          | Pérignat-sur-Allier          | Puy-de-Dôme             | Auvergne-Rhône-Alpes       | inscrit    | « PA00092236 », notice no PA00092236 | 45° 43′ 44″ nord, 3° 13′ 58″ est   |       |
| Château des Martinanches                                                             | Saint-Dier-d'Auvergne        | Puy-de-Dôme             | Auvergne-Rhône-Alpes       | classé     | « PA00092349 », notice no PA00092349 | 45° 38′ 27″ nord, 3° 29′ 59″ est   |       |
| Abbaye laïque d'Arette                                                               | Arette                       | Pyrénées-Atlantiques    | Nouvelle-Aquitaine         | inscrit    | « PA00084315 », notice no PA00084315 | 43° 05′ 41″ nord, 0° 43′ 02″ ouest |       |
| Château d'Amanzé                                                                     | Amanzé                       | Saône-et-Loire          | Bourgogne-Franche-Comté    | inscrit    | « PA00113068 », notice no PA00113068 | 46° 19′ 55″ nord, 4° 14′ 29″ est   |       |
| Hôtel Guillot de la Poterie                                                          | Montval-sur-Loir             | Sarthe                  | Pays de la Loire           | inscrit    | « PA00109708 », notice no PA00109708 | 47° 41′ 29″ nord, 0° 25′ 17″ est   |       |
| Église Saint-Georges de Saint-Georges-de-la-Couée                                    | Saint-Georges-de-la-Couée    | Sarthe                  | Pays de la Loire           | classé     | « PA00109939 », notice no PA00109939 | 47° 50′ 30″ nord, 0° 34′ 58″ est   |       |
| Château de Vaux-le-Vicomte                                                           | Maincy                       | Seine-et-Marne          | Île-de-France              | classé     | « PA00087074 », notice no PA00087074 | 48° 33′ 57″ nord, 2° 42′ 51″ est   |       |
| Château de Nandy                                                                     | Nandy                        | Seine-et-Marne          | Île-de-France              | classé     | « PA00087155 », notice no PA00087155 | 48° 34′ 51″ nord, 2° 34′ 01″ est   |       |
| Hôpital du Saint-Esprit                                                              | Provins                      | Seine-et-Marne          | Île-de-France              | inscrit    | « PA00087208 », notice no PA00087208 | 48° 33′ 53″ nord, 3° 17′ 04″ est   |       |
| Maison de Henri IV                                                                   | La Ferté-Saint-Samson        | Seine-Maritime          | Normandie                  | inscrit    | « PA00100663 », notice no PA00100663 | 49° 34′ 43″ nord, 1° 31′ 09″ est   |       |
| Maison à pans de bois                                                                | Saint-Martin-de-Boscherville | Seine-Maritime          | Normandie                  | inscrit    | « PA00101035 », notice no PA00101035 | 49° 26′ 07″ nord, 0° 57′ 32″ est   |       |
| Château de Triquerville                                                              | Triquerville                 | Seine-Maritime          | Normandie                  | inscrit    | « PA00101071 », notice no PA00101071 | 49° 29′ 50″ nord, 0° 36′ 51″ est   |       |
| Fort de Brégançon                                                                    | Bormes-les-Mimosas           | Var                     | Provence-Alpes-Côte d'Azur | classé     | « PA00081548 », notice no PA00081548 | 43° 05′ 36″ nord, 6° 19′ 20″ est   |       |
| Chapelle Notre-Dame-des-Cyprès de Fayence                                            | Fayence                      | Var                     | Provence-Alpes-Côte d'Azur | inscrit    | « PA00081597 », notice no PA00081597 | 43° 37′ 15″ nord, 6° 40′ 38″ est   |       |
| Gisement de Buoux                                                                    | Buoux                        | Vaucluse                | Provence-Alpes-Côte d'Azur | classé     | « PA00081986 », notice no PA00081986 | 43° 49′ 17″ nord, 5° 22′ 48″ est   |       |
| Abris du vallon de Chinchon                                                          | Saumane-de-Vaucluse          | Vaucluse                | Provence-Alpes-Côte d'Azur | classé     | « PA00082161 », notice no PA00082161 | 43° 56′ 12″ nord, 5° 05′ 31″ est   |       |
| Couvent des Bénédictines de Sainte-Croix                                             | Les Sables-d'Olonne          | Vendée                  | Pays de la Loire           | inscrit    | « PA00110221 », notice no PA00110221 | 46° 29′ 49″ nord, 1° 46′ 36″ ouest |       |
| Dolmen de Pierre Folle                                                               | Thiré                        | Vendée                  | Pays de la Loire           | classé     | « PA00110278 », notice no PA00110278 | 46° 33′ 09″ nord, 0° 59′ 53″ ouest |       |
| Chapelle de Comblé                                                                   | Celle-Lévescault             | Vienne                  | Nouvelle-Aquitaine         | inscrit    | « PA00105370 », notice no PA00105370 | 46° 24′ 12″ nord, 0° 12′ 21″ est   |       |
| Château La Minauderie                                                                | Poitiers                     | Vienne                  | Nouvelle-Aquitaine         | inscrit    | « PA00105590 », notice no PA00105590 | 46° 35′ 10″ nord, 0° 24′ 28″ est   |       |
| Mairie de Poilly-sur-Serein                                                          | Poilly-sur-Serein            | Yonne                   | Bourgogne-Franche-Comté    | inscrit    | « PA00113784 », notice no PA00113784 | 47° 45′ 53″ nord, 3° 53′ 31″ est   |       |
| Église d'Yrouerre                                                                    | Yrouerre                     | Yonne                   | Bourgogne-Franche-Comté    | inscrit    | « PA00113961 », notice no PA00113961 | 47° 47′ 39″ nord, 3° 56′ 55″ est   |       |
| Église Sainte-Monégonde                                                              | Orphin                       | Yvelines                | Île-de-France              | inscrit    | « PA00087559 », notice no PA00087559 | 48° 34′ 48″ nord, 1° 46′ 55″ est   |       |
| Château de Mauvières                                                                 | Saint-Forget                 | Yvelines                | Île-de-France              | inscrit    | « PA00087601 », notice no PA00087601 | 48° 42′ 08″ nord, 2° 01′ 07″ est   |       |